# Raizeux
Raizeux là một xã của Pháp, nằm ở tỉnh Yvelines trong vùng Île-de-France.
Người dân ở đây trong tiếng Pháp gọi là Raizeuliens.
Xã này nằm ở tây nam của Yvelines ở rìa rừng Rambouillet, giáp giới với Eure-et-Loir, rất gần Épernon, cự ly 13 km về phía tây của Rambouillet và 48 km phía tây nam của Versailles.
Các xã giáp ranh: Hermeray về phía tây bắc, phía bắc và về phía đông bắc, Saint-Hilarion về phía đông, Épernon về phía nam, Hanches về phía tây nam và Saint-Lucien về phía tây bắc.

## Biến động dân số
| 1793 | 1800 | 1806 | 1821 | 1831 | 1836 | 1841 | 1846 | 1851 |
| ---- | ---- | ---- | ---- | ---- | ---- | ---- | ---- | ---- |
| 461  | 539  | 525  | 514  | 553  | 541  | 503  | 506  | 511  |

| 1856 | 1861 | 1866 | 1872 | 1876 | 1881 | 1886 | 1891 | 1896 |
| ---- | ---- | ---- | ---- | ---- | ---- | ---- | ---- | ---- |
| 524  | 527  | 537  | 531  | 507  | 526  | 519  | 536  | 553  |

| 1901 | 1906 | 1911 | 1921 | 1926 | 1931 | 1936 | 1946 | 1954 |
| ---- | ---- | ---- | ---- | ---- | ---- | ---- | ---- | ---- |
| 527  | 455  | 455  | 446  | 445  | 442  | 377  | 368  | 347  |

| 1962                                         | 1968 | 1975 | 1982 | 1990 | 1999 | - | - | - |
| -------------------------------------------- | ---- | ---- | ---- | ---- | ---- | - | - | - |
| 280                                          | 314  | 424  | 530  | 626  | 732  | - | - | - |
| Số liệu kể từ 1962 : dân số không tính trùng |      |      |      |      |      |   |   |   |